# 錐海龍屬
錐海龍屬，為輻鰭魚綱棘背魚目海龍科的其中一屬。

## 下属物种
- 黑錐海龍（Phoxocampus belcheri）：又稱黑海龍。
- 橫帶錐海龍（Phoxocampus diacanthus）：又稱橫帶海龍。
- 白斑錐海龍（Phoxocampus tetrophthalmus）